# 티투스 플라비우스 노르바누스
티투스 플라비우스 노르바누스(Titus Flavius Norbanus)는 도미티아누스 치세 활동했던 로마 제국의 에퀴테스이다. 그는 라이티아의 총독, 친위대 사령관 등 로마 제국의 두 직위로 활동했던 것으로 알려져 있다.
노르바누스의 정체는 문제가 제기됐었다. 최근까지 그는 에피토메 데 카이사리스에서 '노르바누스 라피우스' 그리고 간단히 '노르바누스'라고 두 번 언급되었고, 마르티알리스가 시에서 그를 소개했었으며, 디오 카시우스가 그의 역사서에서 두 번 기록하는 등, 주요 사료들에서 세 차례 언급되었을 뿐이었다. 소플리니우스가 서신에서 전달한 글 속의 한 이름 (Lappius Maximus)은 그를 적용한 것으로 생각된다. 이에 따라 그는 아울루스 부키우스 라피우스 막시무스와 합해진 정체인 루키우스 아피우스 막시무스 노르바누스로 추측되었다. 그러다 불가리아에서 출토된 군사 수료증이 1950년대 말에 공개되어, '라피우스'가 노르바누스와 다른 사람인 걸로 보여졌다. 이들이 다른 두 인물이라는 것은 2007년에 베르너 에크와 Andreas Pangerl이 공개한 또 다른 군사 수료증으로 명백히 증명되었으며, 이번 공개에서 그의 프라이노멘과 겐틸리키움인 '티투스 플라비우스' 역시도 드러났다. '데 카이사리부스'의 저자 혹은 필사본가가 두 명을 한 명으로 혼동했다는 점이 현재는 확실해졌다. 추가적으로, 에크와 Pangerl은 노르바누스의 완전한 이름에 대한 암시로 관심을 끌어냈는데, '티투스 플라비우스'는 이들의 많은 일족들 사이에서 흔한 요소임을 들어, 그의 이름 속 두 가지 부분은 노르바누스가 베스파시아누스 황제와 그의 아들들과 연관성을 암시한다고 한다.

## 라이티아 총독
최소한 이르면 서기 86년 5월 13일에, 노르바누스는 2007년에 밝혀진 군사 수료증에서 확인되었듯이 라이티아의 프로쿠라토르였다. 그는 게르마니아 수페리오르 총독 루키우스 안토니우스 사투르니누스가 도미티아누스에게 반기를 일으키던 때인 89년 1월에도 여전히 이 직위에 있었다.
사투르니누스의 반란 사유는 확인이 불가능하다. 등에서 로널드 사임이 밝힌 것들이다. 노르바누스와 게르마니아 인페리오르 총독 아울루스 부키우스 라피우스 막시무스 등은 빠르게 대응했는데, 휘하의 군단에서 파견된 부대를 지휘하는 라피우스 막시무스와, 알라이 4개와 코호르테스 8개에서 모집한 노르바누스의 군대가 라이티아에 배치되어 있었다. 두 총독들은 사투르니누스의 동맹인 카티족이 라인강을 도하하기 전에 그와 그의 군대를 격퇴시켰다. 전문가의 합의 사항은 이 중대한 순간에 황제에 대한 충성심으로 노르바누스는 기사 계급이 열망할 수 있는 가장 유력한 직위들 중 하나인 친위대 사령관으로 승진이라는 보상을 받았다는 것이다.

## 친위대 사령관
노르바누스가 언제 친위대 사령관에 임명되었는지는 정확히 알려져 있지 않다. 일부 전문가들은 일시적으로 처음에는 이집트의 프라이펙투스였다고 주장하기도 한다. 이집트 프라이펙투스에 대하여 확실한 확인점은 발견되지 않았으며, 그를 이집트 총독 목록에 넣을 여지가 거의 없는데 구이도 바스티아니니의 연구에 의하면, 90년경에 가능한 틈이 있으며 이때는 마르쿠스 메티우스 루푸스 또는 티투스 페트로니우스 세쿤두스를 증명해주는 정확히 기록된 문서들이 없으며, 세쿤두스와 마르쿠스 유니우스 루푸스 사이인 93년에는 정확하게 기록된 문서들에 상당한 차이가 존재한다고 한다. 그렇지만 마르티알리스는 94년 혹은 95년 당시로 추정되는 그의 시에서, 노르바누스가 6년간의 공백 끝에 로마로 돌아갔다고 언급하며, 노르바누스가 라이티아에서 친위대를 지휘하러 곧바로 갔을 가능성을 낮췄다.
명확한 것은 도미티아누스 황제가 암살당하던 때인 96년 9월 18일에 노르바누스가 페트로니우스 세쿤두스와 같이 친위대 사령관으로 있었다는 것이다. 디오 카시우스에 의하면 노르바누스와 세쿤두스가 황제를 살해하려던 계획을 알고 있었다고 한다. 이들이 왜 도미티아누스를 경호하는 데 실패했는지는 알려져 있지 않다. 의심성 많은 성격으로 악명이 있던 도미티아누스는 중요 보직에 충성스러운 자들만을 임명하였으며, 노르바누스는 그의 충성성을 증명하였다. 전문가들은 노르바누스가 이 계획에 참여하여, 계획이 이뤄지도록 물러나거나 이 직후에 그 역시도 살해되었을 것으로 추측한다. 로널드 사임의 말로는, 분명한 것은 "노르바누스가 역사 기록에서 사라졌으며, 당시 97년 10월에, 새로운 지휘관 카스페리우스 아일리아누스가 이 문제를 이용했다"라고 하는 점이다.